# バガド
バガドウ（bagadoù、単数形はbagad）は、バグパイプ、ボンバール（円錐形のダブルリード笛）、そしてドラム（スネア・ドラムを含む）から構成される楽団で、スコットランドのパイプ・バンドに触発されて現代的につくられた。
ラン＝ビウエ（fr）は最も知られているバガドの1つで、フランス海軍に所属する。ラン＝ビウエは、毎年開催されるバガドウ大会に出場しない唯一のバガドである。